# Singapur en los Juegos Paralímpicos de Seúl 1988
Singapur estuvo representado en los Juegos Paralímpicos de Seúl 1988 por ocho deportistas, siete hombres y una mujer. El equipo paralímpico singapurense no obtuvo ninguna medalla en estos Juegos.